# Chenopodium berlandieri
Lo huauzontle (Chenopodium berlandieri Moq.) è una pianta appartenente alla famiglia delle Amaranthaceae.

## Descrizione

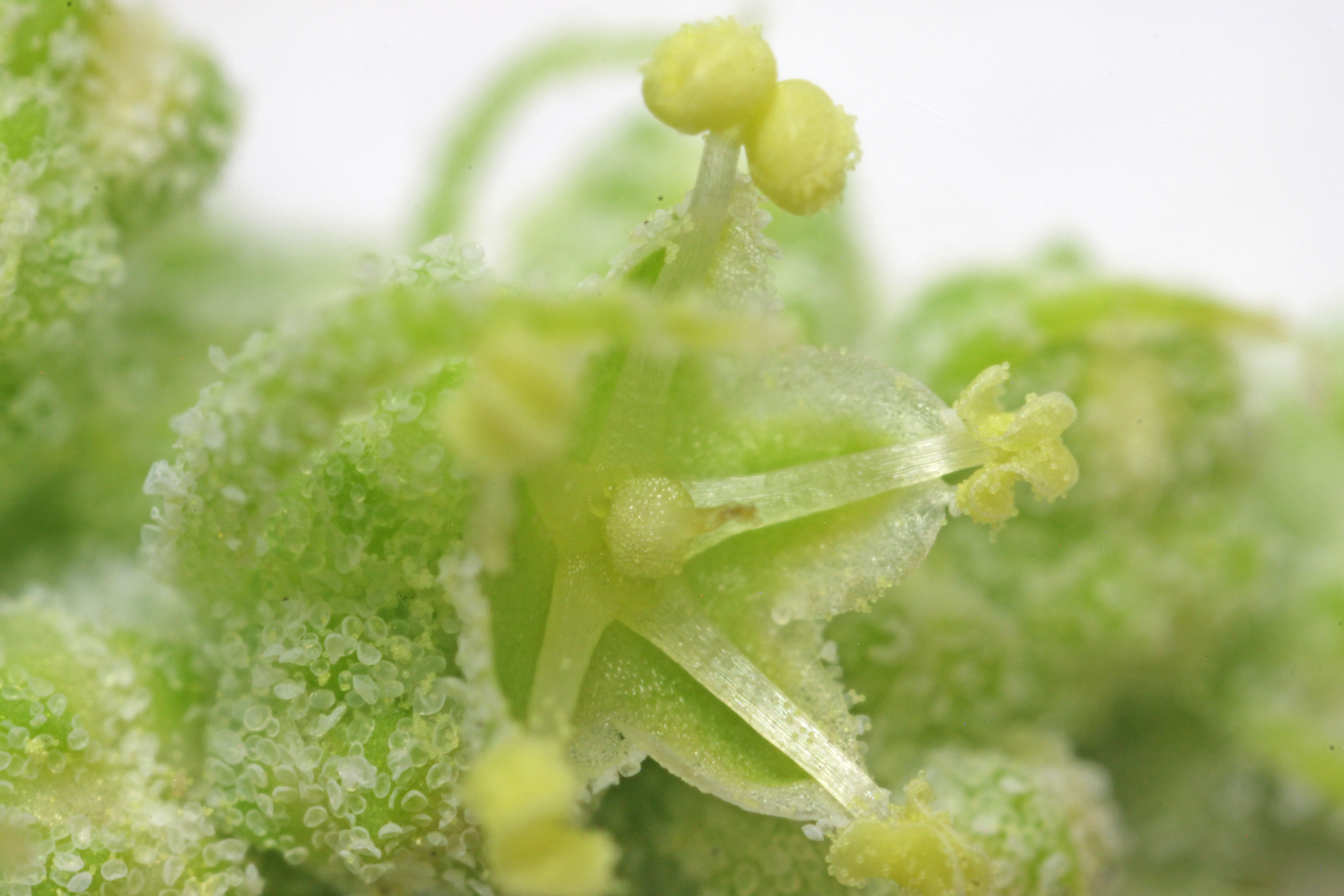
Fiore di huauzontle

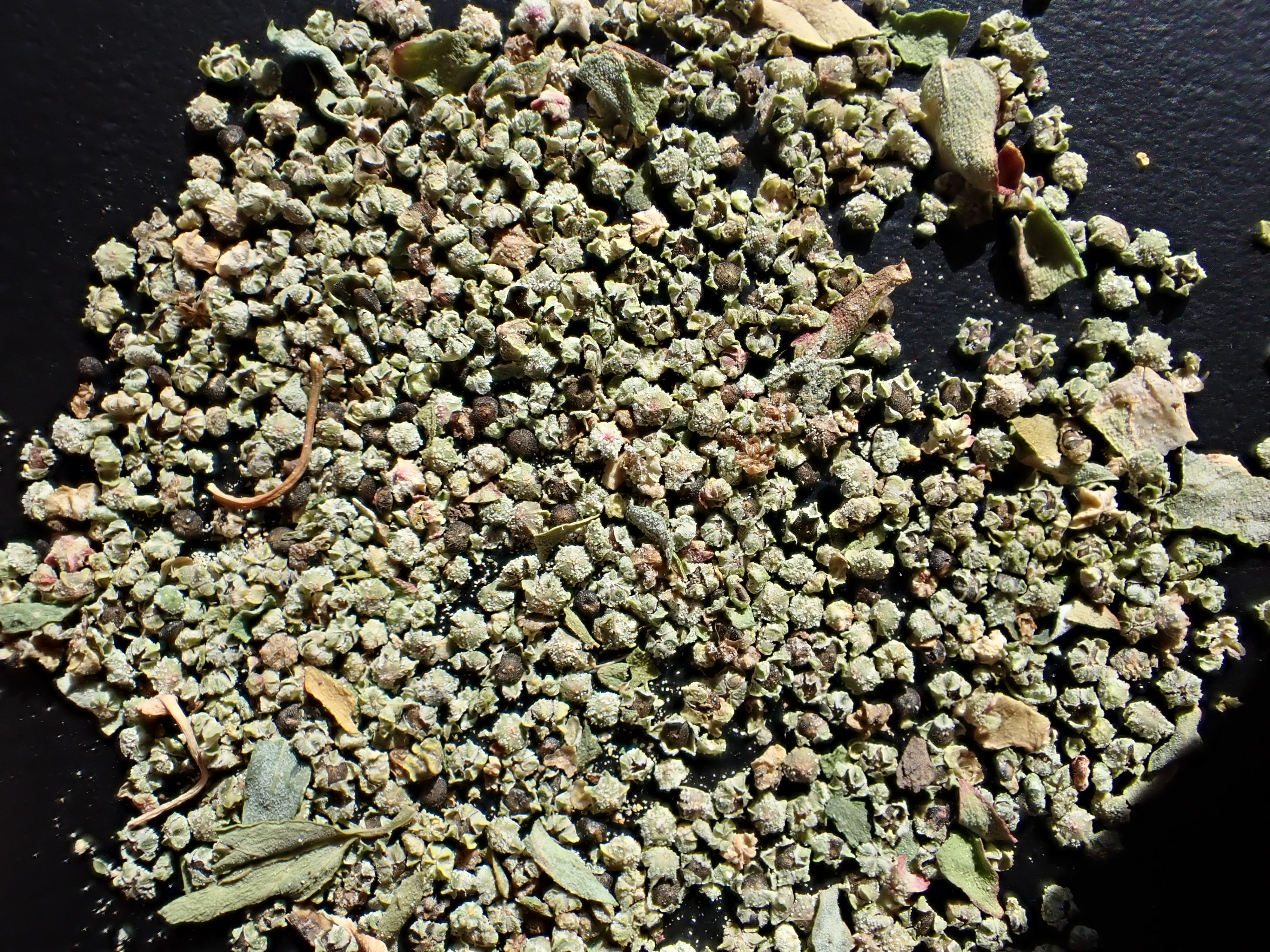
Semi di huauzontle

Lo huauzontle è una pianta erbacea, la cui altezza può variare notevolmente, da 40 cm fino a 2 m. Il fusto è generalmente semplice, ma può essere ramificato verso l'apice della pianta. È di colore verde chiaro o giallastro, talvolta con sfumature rossastre, e presenta delle striature longitudinali.
Le foglie hanno una forma che cambia a seconda della loro posizione sulla pianta: quelle inferiori sono oblunghe o a forma di rombo-ovale, mentre quelle superiori tendono a essere più lanceolate. Le foglie possono essere intere o presentare dentellature irregolari. Sono di un colore verde giallastro e spesso hanno una consistenza farinosa, specialmente sulla pagina inferiore.
L'infiorescenza può essere densa o più rada, e le numerose piccole fioriture sono raggruppate in glomeruli compatti, disposti in spighe che formano una pannocchia.
I frutti sono racchiusi interamente o parzialmente dal perianzio. Il pericarpo è di consistenza membranosa, aderente al seme e presenta una superficie finemente reticolata che assomiglia a un nido d'ape. Il seme è di piccole dimensioni (1-1,5 mm di diametro), lucido e di colore che può variare dal nero all'arancione o al rosso.

## Distribuzione e habitat
Lo huauzontle è originario dell'America settentrionale (Canada, Stati Uniti) e centrale (Messico, Honduras) ed è stato introdotto in alcuni paesi dell'Europa settentrionale (Svezia, Regno Unito, Finlandia, Norvegia, Germania). Vive principalmente in ambienti temperati.

## Usi

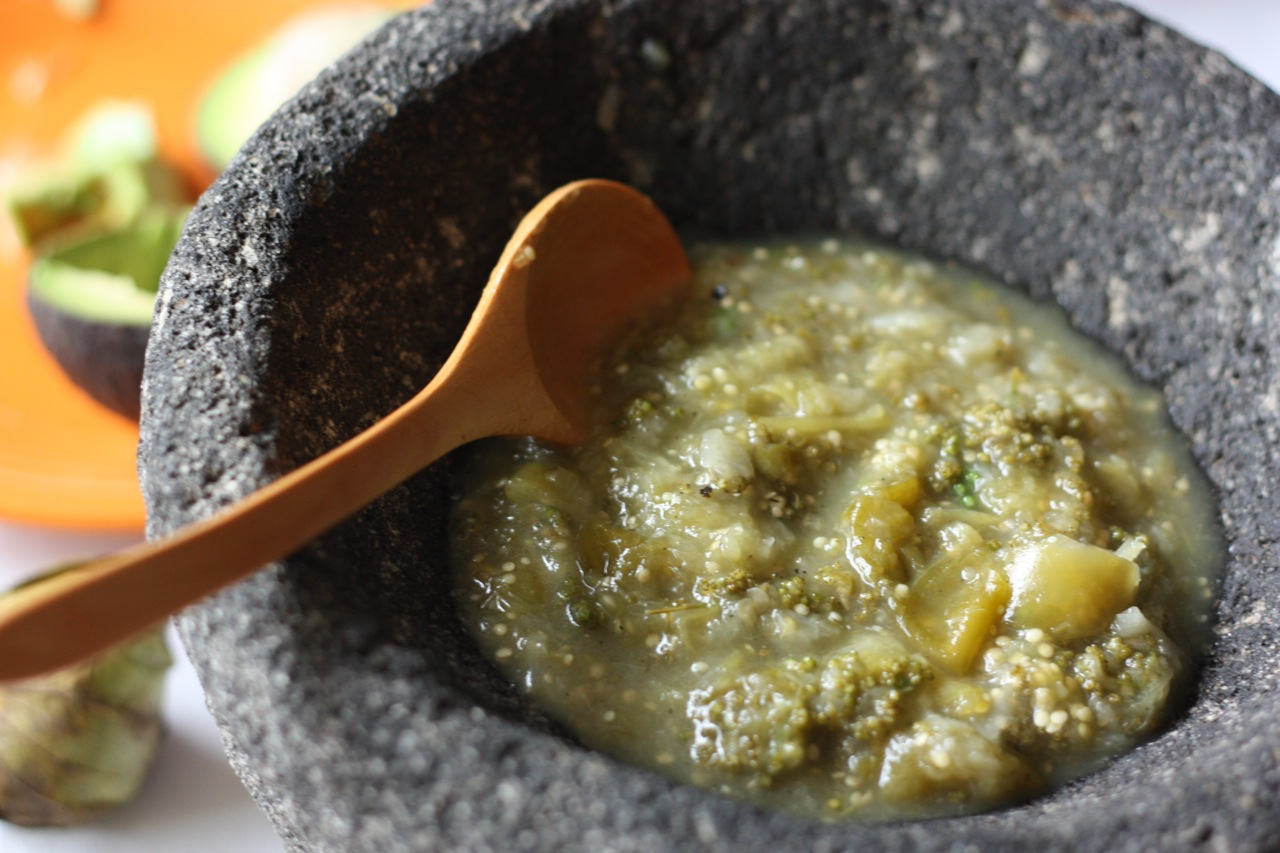
Salsa verde con huauzontle

In Messico, lo huauzontle viene coltivato come ortaggio e le sue infiorescenze vengono utilizzate in modi simili a quelle del broccolo. La verdura è di sapore erbaceo e astringente e presenta una consistenza spugnosa. Si consuma cotta e viene impiegata per la preparazione di salse o stufati.
I semi possono essere in modi analoghi al riso. I semi devono essere lasciati in ammollo in acqua per una notte e poi risciacquati accuratamente per eliminare le saponine dal sapore amarognolo.